# Župnija Križe
Župnija Križe je rimskokatoliška teritorialna župnija Dekanije Kranj Nadškofije Ljubljana. Župnijska cerkev v Križah je posvečena povišanju svetega Križa.